# Великокняжеская, царская и императорская охота на Руси
«Великокняжеская, царская и императорская охота на Руси» — объёмный очерк по истории русской охоты. Исследование охватывает царскую и великокняжескую охоту на Руси  и в России с момента образования Древнерусского государства по царствование императора Александра III. Книга является ценным источником не только истории русской охоты, но и по придворной и дипломатической истории России.
В мае 1891 года  император Александр III высказал пожелание о написании книги, посвящённой истории царской охоты князю Д.Б. Голицыну, начальнику Управления Императорской охоты. Задача непосредственного исполнения была поручена полковнику Николаю Ивановичу Кутепову (заведующий хозяйственной частью Императорской охоты), который в течение 16 лет выпустил 4 тома (6 книг). Последний том был издан в 1911 году его вдовой.

## «Памятная записка о положении дела по составлению  Сборника материалов, касающихся истории Великокняжеской, Царской и Императорских охот на Руси 1891-1893г.г.»
В «Памятной записке» 1893 года Кутепов заметил, что он составляет третью по счёту записку. Первая из них включала в себя обзор законоположений, вошедших в Полное Собрание Законов и относящихся к охоте. Обзор начинался с 1668 года. Вторая записка содержала материалы от древнейших времён и до воцарения династии Романовых. В третьей записке были представлены материалы эпохи Михаила Фёдоровича и Алексея Михайловича.
Первая из записок вошла частями во второй-четвёртый тома. Вторая записка стала основой для первого тома, а третья записка - для второго.
Тираж «Памятной записки» составлял 10 экземпляров и был предназначен исключительно для представления монаршей особе.
Записки - своего рода развёрнутый план будущей книги. Кутепов, не имея опыта историка, смог чётко поставить задачи при создании очерков, которые он называл «манускриптами»:
1. Осознание придворных охот на Руси как части отечественной истории и верное представление об их эволюции и использовании.
2. Использование обширного исторического материала.
3. Постоянная забота о подлинности изложения материала.
4. Опора на знатоков русской истории и старины.

## Подготовительный этап работы над очерками
Кутепов не был историком и писателем, но обладал талантом исследователя. Он изучил многочисленные архивы и использовал полученные данные в издании.
Документальные сведения им были получены из архивов:
- Министерства юстиции (Москва);
- Государственного министерства (Петербург);
- Министерства иностранных дел (Москва);
- Патриаршей Ризницы (Москва);
- Троице-Сергиевой лавры;
- Императорской Публичной библиотеки.

«Великокняжеская, царская и императорская охота на Руси» экспонировалось на нескольких выставках, в том числе:
- «Искусство в книге и плакате» (в рамках Всероссийского съезда художников в Санкт-Петербурге в декабре 1911 — январе 1912 годов), где был выставлен только третий том издания;
- Международная выставка печатного дела и графики в Лейпциге, 1914 год, где были показаны все четыре тома.

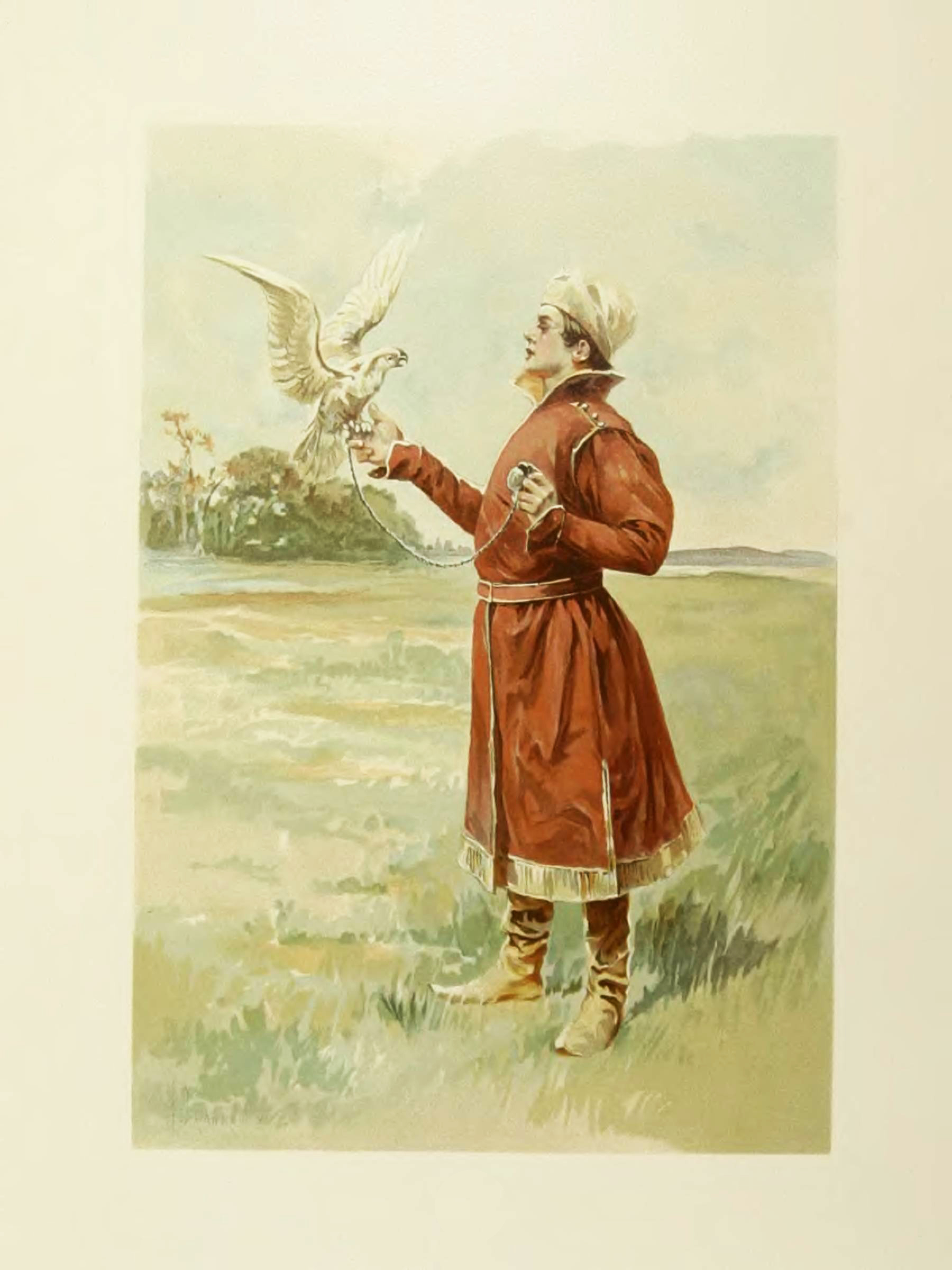
Н. С. Самокиш, «Сокольник» (иллюстрация к первому тому «Охоты»)

## Содержание
- 1 том (1896 год): «Великокняжеская и царская охота на Руси с X по XVI век». Том содержит любопытные сведения о Великих князьях Киевской Руси, о московских Великих князьях и царях от Ивана Калиты до Фёдора Никитича Романова, равно как и о князьях Новгородских, Черниговских, Галицких и Волынских.
- 2 том (1898 год): «Царская охота на Руси царей Михаила Фёдоровича и Алексея Михайловича. XVII век». Дана общая характеристика царских охот в смутное время до царя Михаила Фёдоровича, общая состояние государства  при вступлении на престол царя Михаила Фёдоровича, общая характеристика Михаила Фёдоровича и Алексея Михайловича как охотников.
- 3 том (1902 год): «Царская и императорская охота на Руси. Конец XVII и XVIII век». Охватывает период от восхождения на престол Фёдора Алексеевича и до императора Павла I (конец XVII - XVIII век.). После Алексея Фёдоровича царская охота пришла в упадок, потому что ни царь, ни его сыновья не были охотниками. Пётр Великий совсем её уничтожил, зачислив в свои потешные войска  почти всю охотничью обслугу (270 человек из 300).
- 4 том (1911 год): «Императорская охота на Руси. Конец XVIII и XIX век». Посвящён насыщенному событиями периоду царствования Павла I, Александра I, Николая I и Александра II.

## Иллюстрации и оформление

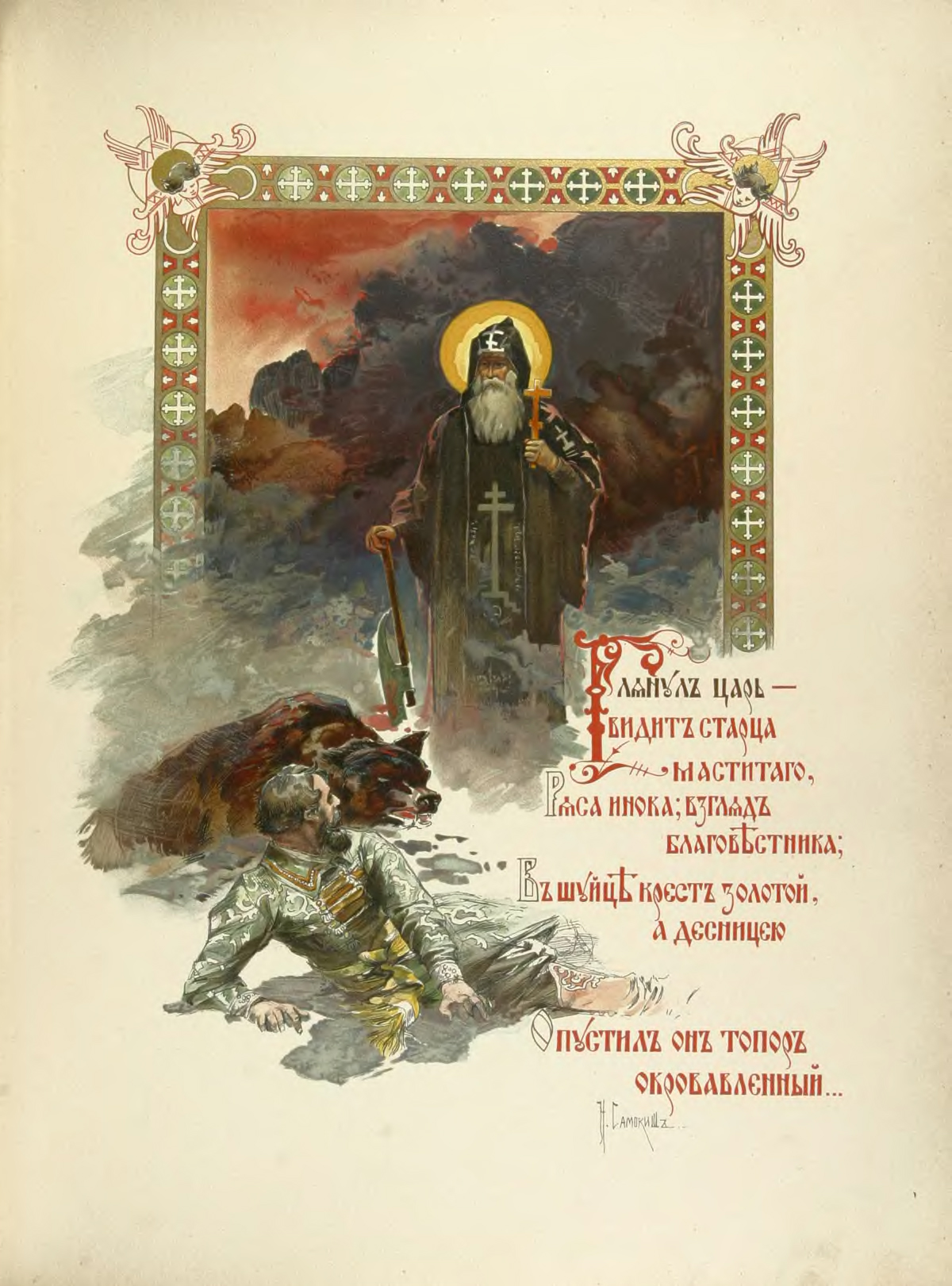
Н. С. Самокиш, «Явление Саввы Сторожевского» (иллюстрация к поэме Л. Мея «Избавитель» из второго тома «Охоты»)

Для иллюстрации этого труда были привлечены лучшие русские художники конца XIX — начала XX веков: Л. С. Бакст, А. К. Беггров, А. Н. Бенуа, А. М. Васнецов, В. М. Васнецов, Е. Е. Лансере, К. В. Лебедев, А. П. Рябушкин, И. Е. Репин, В. И. Суриков, Ф. А. Рубо, Л. О. Пастернак, К. А. Савицкий, В. А. Серов, А. С. Степанов. Использовались и литогравюры с произведений Дж. Доу, В. Г. Шварца, Ф. Г. Солнцева, А. Д. Литовченко.
Оформление всего издания в целом было возложено на Н. С. Самокиша. В частности, им лично выполнены 173 иллюстрации к 4 томам «Охоты». Следуя замыслу Кутепова, художник предложил для каждого тома индивидуальный вариант оформления. Верхнюю крышку первого тома Самокиш украсил орнаментом XII века и печатью Великого князя Василия III Ивановича. На второй том помещены изображения шапки Мономаха и герба Москвы со святым Георгием Победоносцем, которого русские охотники чтили как своего покровителя. Переплёт третьего тома украсили два сокола, летящих из Москвы к «берегам Невы» и поддерживающих царскую корону. Четвёртый том украшен гербом Николая I.
Первый том полностью оформлен одним Самокишем, кроме одной акварели «Отдых Владимира Мономаха после охоты», выполненная художником В.М.Васнецовым. В том также были включены гравюры, которые предоставил для издания крупнейший петербургский коллекционер-знаток гравюр П.Я.Дашков.
Второй том иллюстрирован В.М.Васнецовым, К.В.Лебедевым, И.Е.Репиным, Я.П.Рябушкиным, Н.С.Самокишем, В.И.Суриковым. Том содержит 88 чёрно-белых и цветных иллюстраций, 38 из которых помещены на отдельных листах.
Третий том наиболее насыщен иллюстрациями. В него помещена 201 иллюстрация, 24 из которых помещены на отдельных листах. Иллюстрации для этого тома выполнили члены художественного объединения «Мир искусств»: Л.С.Бакст, А.Н.Бенуа, Е.Е.Лансере, а также А.М.Васнецов, К.В.Лебедев,Л.О.Пастернак, И.Е.Репин, А.П.Рябушкин, Н.С.Самокиш, А.С.Степанов, В.И.Суриков, В.А.Серов. 
Четвёртый том содержит 147 иллюстраций из них 125 - в тексте и 22 - на отдельных листах. Художники-иллюстраторы: А.Н.Бенуа, К.В.Лебедев, Л.О.Пастернак, И.Е.Репин, Н.С.Самокиш, А.С.Степанов.
Это издание принесло художнику славу анималиста. Николай Самокиш является также автором оформления переплетов всех четырёх томов издания, а также рисунков форзацев, многочисленных пейзажей, виньеток, заставок, концовок, полевых украшений. Наиболее примечательна работа Самокиша над созданием иллюстраций к стихотворению Льва Мея «Избавитель», посвящённому чудесному спасению царя Алексея Михайловича во время охоты на медведя. Стихотворение с иллюстрациями включено в состав 2-го тома «Охоты» и содержит 15 реалистичных миниатюр: изображения зверей (сокол, лось, медведь), герба Российского государства, а также пейзажи, вкомпанованные в заставки (вид Саввино-Сторожевского монастыря и изображение интерьера храма с иконой преподобного Саввы Сторожевского).

## Издание на французском языке
Это издание было выпущено и на французском языке: Coutepof, Ν. La chasse grand-ducale et tsarienne en Russie, S.-P.: Expedition pour la confection des pariers d’etat, 1896-1900. Самой интересной особенностью этого издания было появление в первом томе, после авантитула и перед титулом, письма, адресованного Кутепову виконтом Эжен-Мельхиором де Вогюэ, французским литературоведом, критиком и большим любителем путешествий. Он был женат на дочери русского генерала М.Н.Анненкова. Это письмо - своего рода рецензия французского критика, читавшего русскоязычный вариант.
Краткая характеристика издания: специальный футляр, оклеенный изнутри тканью для подносного издания; проба серебра на двуглавом орле; передняя крышка первого тома - на французском языке. Переводчик: Dr. Alexis Lupus (журналист Вольф Алексей Андреевич). Оформление французского издания несущественно отличается от издания на русском языке. Самокиш, в частности, при написании заглавных букв французского издания использовал готический стиль.
Вышло только два тома тиражом 200 экземпляров. 
Часть тиража на французском языке распространялась в Париже через посредничество одного из крупнейших французских издательств «Фламмарион», предоставившего свой склад для хранения книги Кутепова.